# Бергер, Геня
Геня Бергер (5 сентября 1907, Харьков — 7 сентября 2000, Тель-Авив) — израильская художница. Родилась в Российской империи.

## Биография
Геня Бергер родилась в Харькове в 1907 году в традиционной сионистской семье.
В 1925 году переехала в Германию, где изучала искусство.
В 1926 году приехала в Палестину и начала одновременно изучать архитектуру в Технионе Монтефиоре и живопись в студии Ицхака Френкеля в Тель-Авиве.
В конце 1929 года вернулась в Берлин, где начала изучать живопись и сценографию в Академии художеств.
В 1933 году вернулась в Палестину и начала заниматься дизайном декораций.
С 1935 по 1937 год проживала в Париже. В 1953 году стала одной из основателей деревни художников Эйн-Ход на севере Израиля.
Ранние работы Бергер выполнены в стиле постимпрессионистской живописи (влияние Исаака Френкеля).
Но в возрасте от 40 до 60 лет она сосредоточилась в основном на оформлении декораций для израильского оперного театра. На её проекты значительное влияние оказало декоративное искусство русского модернизма. Среди её работ — сценография к спектаклям «Царь Соломон и сапожник» (театре Охель, 1943), «Бар Кохба» (театр «Охель», 1945), «Хованщина» (Национальная опера Израиля, 1952), «Братья Казмировы» (Габима, 1956) и другие. В 1950-х годах Бергер вернулась к живописи и начала лепить и создавать керамические рельефы. Её произведения характеризуются декоративным аспектом.

## Образование
- Скульптура Леонардо Блоха, Краков, Российская империя.
- 1925 Живопись, Государственная академия художеств, Берлин
- 1926 Архитектура, Монтефиоре Технион, Тель-Авив
- 1926 Студия Ицхака Френкеля, Тель-Авив
- 1930—1933 Государственная академия изящных искусств, Берлин, под руководством Вилли Якеля и Карла Хофера.
- 1935—1937 Аспирантура, Академия Гранд Шомьер, Париж, Франция.

## Награды и признание
- 1986—Премия Гистрадут, Израиль
- 1984 Премия Ассоциации дизайнеров Израиля.
- Премия Дома Голомба, Деревня художников, Эйн-Ход
- 1971 Премия Министерство образования, культуры и спорта.